# Chauvé

Chauvé este o comună în departamentul Loire-Atlantique, Franța. În 2009 avea o populație de 2,464 de locuitori.